# Eriksdals IF
Eriksdals IF var en idrottsförening till 1911 som bildades 1903 på Södermalm i Stockholm som bedrev sin verksamhet dels på "Vattenledningsverkets Plan" vid Årstaviken och dels vid "Tapetfabriken" vid Johanneshov. Inom föreningen bedrevs bland annat friidrott, fotboll och bandy men det är inom fotbollen klubben hade sina framgångar. Klubbens dräkter varierade under de första åren men blev senare gula med svarta ränder, så kallade "tigerrandigt".
Inom fotbollen klättrade Eriksdal under åren 1904 till 1906 i den lokala Stockholmsserien från "klass 3" till "klass 1" och gjorde sin första säsong i "klass 1" 1907.  1909 gick man även till final i "Distriktmästerskapet" men föll i finalen mot Mariebergs IK med 1-3. 1910 blev laget tvåa i Stockholmseriens klass 1 efter Djurgården, AIK:s andralag kom fyra. Året efter vann Eriksdals Stockholmsserien före såväl Djugårdens IF, AIK:s andralag och Westermalms IF.
I en av de sista matcherna på Idrottsparken i Stockholm, som snart skulle rivas för att ge plats åt Stockholms Stadion, besegrade Eriksdal AIK Fotboll med 2–0, iförda de tigerränder som senare skulle bli Hammarbys. Eriksdal gick också till final i cupturneringen Wicanderska välgörenhetsskölden, men föll mot Djurgården efter omspel. Säsongen 1911/12, som blev klubbens sista, spelade de i regionala Mellansvenska Serien och slutade sist på sjunde plats.
I december 1911 uppgick klubben i Johanneshofs IF och Johanneshof tog gärna emot Eriksdals tigerrandiga tröjor och ett antal av deras spelare vilket gjorde dem till ett bättre lag. Johanneshof IF gick sedermera upp i Hammarby IF 1918 och ställde då som krav att de tigerrandiga ställen skulle bäras under de kommande 60 åren vilket också blev fallet. Idag är "tigerrandigt" Hammarby Fotbolls bortaställ.
Klubbens mest kända spelare och ledare var målvakten Hilding Hallgren som efter att ha spelat i Eriksdal gick vidare till Johanneshof och var aktuell för OS-truppen 1912
Andra kända spelare:  
- Marcus "Dante" Dantowiz senare landslagsman i fotboll 1914/15, representerade även Hammarby i Bandy.
- Gustaf "Blekberg" Ekberg även han landslagsman i fotboll under perioden 1911-1915 gick vidare att spela i Djurgården IF.
- Oscar Gustafsson som var en av Hammarby IF:s första fotbollsspelare och även representerade svenska landslaget under perioden 1912-1916 inklusive OS 1912.
- George Bussler representerade Hammarby Bandy och Hammarby Ishockey där han bland annat spelade SM-finalen 1922. Emigrerade till USA 1923.
- Melcher Johansson Säwensten som gick vidare till att representera Djurgården i fotboll där han även blev landsldagsman 1915, vann SM-guld med Djurgården Bandy 1908 & 1912.

En ny förening med samma namn skapades 1926 men hade inget annat än namnet gemensamt med den ursprungliga föreningen. Denna förening hade sin sportsligt främsta tid under 1930-talet men fortsatte bedriva sin fotbollsverksamet fram till 1981.